# Lara (voornaam)
De voornaam Lara is een van oorsprong Russische afleiding van de naam Larisa. In het Nederlands wordt laatstgenoemde naam gewoonlijk gespeld als Larissa.
De naam Larisa komt voor in de Griekse mythologie. Larisa was vernoemd naar een gelijknamige stad.
De naam Lara kan ook een Russische afleiding zijn van Laura.

## Bekende naamdraagsters
- Lara Fabian, Belgische zangeres
- Lara Mol, Nederlandse zangeres
- Lara Surol, Turks model
- Lara Rense, Nederlands presentatrice op Radio1

## Fictieve naamdraagsters
- Lara Antipova, verpleegster in het boek Doctor Zhivago (1957), verfilmd in 1965
- Lara Croft, heldin uit Tomb Raider